# Drept de acces
Dreptul de acces confundat uneori cu dreptul de vizită  (droit d' access în limba franceză; access right în literatura de limbă engleză) este reprezentat de dreptul pe care copilul și adultul separat de copil îl au, de a se întâlni față-față pentru anumite perioade de timp. Dreptul de acces nu implică însă și dreptul de găzduire vremelnică a copilului dar poate implica uneori dreptul de vizită în sensul ca accesul la copil să se facă la locuința copilului. În România, până la apariția legii 272/2004 dreptul de acces era unul dintre puținele drepturi recunoscute unui părinte necustodian după declararea divorțului. În ultimii ani titulatura de "drept de vizită" sau "drept de acces", ca referiri la totalitatea drepturilor pe care părintele nerezident le avea în legătură cu minorul, au fost înlocuite atât în România cât și pe mapamond cu "dreptul de relații personale" care însumează mai multe modalități prin care copilul și adultul în cauză pot interacționa. Această înlocuire s-a făcut ca urmare a ratificării la nivel internațional a Convenției Națiunilor Unite din 1989 cu privire la drepturile copilului. La nivel european tranziția a fost stimulată și de intrarea în vigoare a Convenției de la Strasbourg din 2006 asupra asupra relațiilor personale care privesc copiii. Alte forme de realizare a legăturilor personale recunoscute în prezent sunt: dreptul de găzduire, dreptul de corespondență și accesul părintelui la informații privitoare la minor.

## Diferențele între dreptul de vizită și dreptul de acces
Termenii de drept de vizită și drept de acces sunt de multe ori utilizați ca sinonime. Termenii nu sunt însă perfect identici. Dreptul de acces ar implica interacțiunile față în față dintre copil și adult la locuința copilului sau în afara locuinței copilului, în timp ce dreptul de vizită implică faptul că adultul și copilul au dreptul de a se întâlni față strict la locuința statornică a copilului. Prin urmare dreptul de vizită este un drept mai restrictiv decât cel de acces.

## Diferențele dintre sensul noțiunii de drept de acces în trecut și în prezent
În trecut, dreptul de vizitare sau dreptul de acces erau înțelese cu sensul extins ca fiind totalitatea interacțiunilor acordate de lege părintelui nerezident ca urmare a divorțului sau separării părinților. Majoritatea documentelor emise anterior anilor 2000-2005 la nivel internațional utilizează acest sens. În prezent, determinat de Convenției Națiunilor Unite din 1989 cu privire la drepturile copilului și de Convenției de la Strasbourg din 2006 asupra asupra relațiilor personale care privesc copiii, pentru sensul extins se utilizează noțiunea de "relații personale privind copiii" (contact în limba engleză) care e mai cuprinzătoare. De aceea utilizarea termenilor de drept de vizitare în documentele emise după anii 2005-2012 ar implica, cel mai probabil sensul restrâns, respectiv acela de vizită la locuința copilului sau întâlnire într-un loc public.

## Exemple de programe de legături personale
- Broșura de popularizare cu privire la custodia comună, locuința și programul de legături personale Arhivat în 14 iulie 2014, la Wayback Machine. editată de ARPCC
- Exemplu de program de legături personale între tată și minori[nefuncțională]
- Exemplu de program de legături personale între bunici și minora ce locuiește în altă țară[nefuncțională]
- Exemplu de program de legături personale între bunici din partea unui părinte decedat și copil[nefuncțională]

## Modele de documente în relație cu dreptul de acces
- Model Notificare cu privire la respectarea programului de legături personale.doc
- Model Cerere asistență din partea poliției de proximitate
- Autoritatea tutelară
- Direcția Generală de Asistență Socială și Protecția Copilului

## Drepturile părinților și ale copiilor ca membrii unei familii
- Dreptul de supraveghere
- Dreptul de găzduire a minorului
- Dreptul de vizită
- Dreptul de corespondență între minor și persoanele semnificative din viața sa
- Autoritatea părintească
- Dreptul de acces la informațiile privitoare la minor
- Dreptul de decizie cu privire la bunăstarea copilului
- Dreptul bunicilor la legături personale
- Dreptul copilului de a fi informat despre persoanele semnificative din viața sa